# Mioregulina

## Introducción
La mioregulina (MRLN) es un micropéptido muscular miembro de la familia proteínas reguladoras (este grupo de proteínas forma parte de las proteínas transmembrana); concretamente, es una de las encargada de regular la actividad de las bombas de Ca(2+) en el aparato músculo esquelético. Las proteínas transmembrana de un solo tramo recientemente descubiertas como MLN, Endoregulina (ELN), DWORF y algunas otras regulinas se unen a la bomba SERCA, este ensamblaje de micropéptidos en oligómeros será determinado por la disponibilidad y capacidad de oligomerización de los micropéptidos propiamente dichos. La expresión diferencial de los diversos micropéptidos, en este caso como MLN puede ajustar con precisión la función de las isoformas del transportador de iones a las necesidades de las células musculares y no musculares. Por lo tanto, las interacciones reguladoras péptido-transportador son relevantes para una variedad de disciplinas que incluyen cardiología, neurociencia y endocrinología.
Experimentos con ratones knockout han demostrado un mejor manejo del Ca2+ dependiente de SERCA (Bomba ATPasas-Ca2+ del Retículo Sarcoplasmatico) y un mejor rendimiento en la actividad física. MLN desempeña un papel fundamental en la modulación de la homeostasis del Ca2+ en un modelo murino de miopatía de Duchenne. Siendo la MLN un regulador novedoso de SERCA con propiedades funcionales únicas.

## Estructura
La proteína Mioregulina tiene un tamaño de unos 46 aminoácidos, que forma complejos de heterodímeros con las bombas de Ca2+ lo que le permite regular el transporte en células musculares. Su estructura se conforma en un plegamiento de la mayoría de aminoácidos conformando una hélice α (estructura secundaria).
La estructura y función es muy parecida a proteínas como la PLN (Fosfolambán) y la SLN (Sarcolipina). MLN se diferencia de ambas ya que tiene un residuo ácido, Asp35, en su dominio transmembrana. La posición del Asp35 en la membrana es inusual ya que los residuos cargados negativamente están en los flancos de los dominios hélices de la zona transmembrana y regularmente se encuentran en regiones transmembrana mayormente hidrófobas.

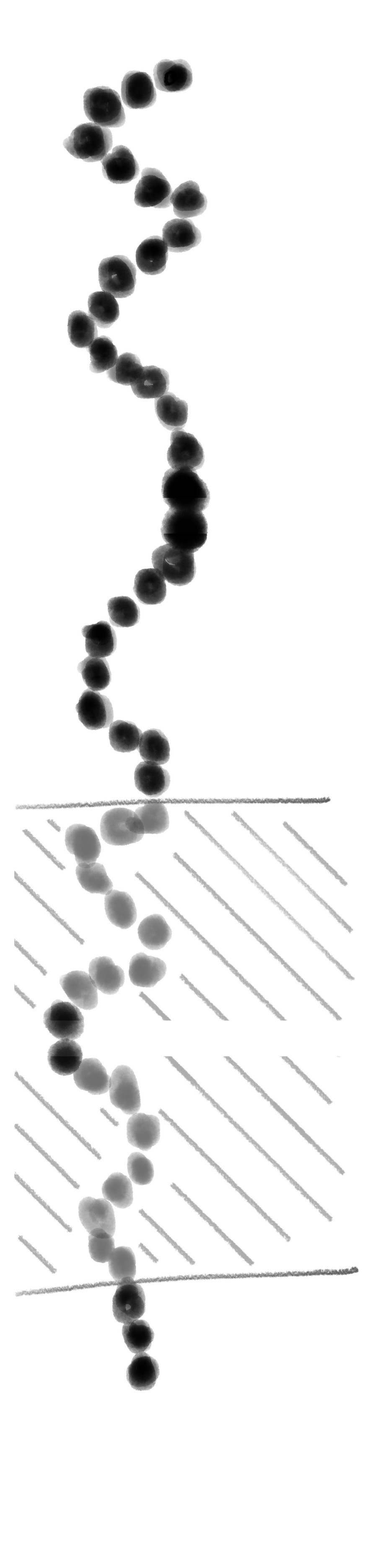
Estructura de la mioregulina, proteína transmembrana.

## Función
La mioregulina inhibe la actividad de una ATPasa en la membrana del retículo sarcoplásmico. Esta proteína transmembrana es llamada SERCA y la MLN disminuye la afinidad de la SERCA con el Ca2+ haciendo que la relajación y contracción muscular se vea modificada por la variación de Ca2+, siendo un regulador clave de la actividad del músculo. El Ca2+ también participa como segundo mensajero en las vías de transducción de señales que controlan el crecimiento muscular.
El SERCA sirve como regulador central del rendimiento del músculo estriado y de las vías de señalización patológica que impulsan las enfermedades cardiovasculares y del músculo esquelético.
El aspartato que se presenta de los dominio hélice transmembrana cubre aproximadamente un 0,16 % y dada la ubicación inusual de su aparición se plantea la hipótesis de que este residuo ácido puede desempeñar un papel funcional único en la regulación de SERCA.
Las simulaciones y experimentos complementarios muestran que la Asp35 controla la inhibición de SERCA ubicando una orientación ligada a MLN. Estos hallazgos plantean la cuestión de la ventaja funcional de que la MLN se encuentre en abundancia en la bicapa lipídica. Si hacemos referencia al concepto de memoria conformacional, explica que en ciertos casos la elección de las condiciones de un sustrato promueve estados conformaciones específicos a partir de los cuales se puede inhibir la actividad de SERCA. Este efecto funcional está respaldado por estudios de espectroscopia que la afinidad de la MLN por SERCA es mayor que PLN y SLN.
La miorregulina tiene también un efecto directo sobre los niveles de calcio en las células musculares estriadas, activándose con el gen NR1D1.

## Localización
La MLN puede expresarse en localizaciones diversas. Durante la embriogénesis humana, se puede observar este micropéptido en el compartimento de miotomas de los somitas. En las etapas fetales y adultas la MLN se expresa con fuerza en todos los músculos esqueléticos y no es detectable en los músculos cardíacos ni en los lisos, a diferencia de las proteínas PLN y SLN. En los mioblastos y los miotubos también se pueden presentar transcripciones de MLN.
La localización de este micropéptido se descubrió mediante la utilización de ratones knockout y la utilización de tdTomato, una proteína de florescencia. Solamente se detectó esta proteína en el músculo esquelético y no en otros tejidos. También se demostró que la transcripción de MLN estaba ausente en el músculo esquelético de ratones MLN KO.
Pese a la importancia de esta proteína en la regulación de diferentes procesos musculares, su descubrimiento no fue fácil. Esta se encontraba en un ARN considerado como no codificante. No obstante, su alta conservación de secuencia en vertebrados y su estructura característica, similar a otros micropéptidos descubiertos anteriormente, hizo posible su identificación.

## Otras Utilidades
La MLN se ha identificado como un objetivo farmacológico de las drogas, en el retículo sarcoplasmático, que podría ser utilizado para la detección de drogas, pues se ha demostrado que el antagonismo de estos resulta en un rendimiento físico sustancialmente mejorado en los animales, lo que requiere el seguimiento de estrategias como la interferencia de ARN con respecto a estas sustancias.